# الدوري الألماني لكرة السلة الدرجة الثانية
الدوري الألماني لكرة السلة الدرجة الثانية هو دوري كرة سلة في ألمانيا تأسس في سنة 2007. يلعب فيه 16 فريقا. يعتبر بي جي غوتنغن هو الأكثر فوزا به وذلك برصيد بطولتين.

## وصلات خارجية
- الموقع الرسمي